# 마제촌 (기후현)
마제촌(일본어: 馬瀬村)은 일본 기후현 마시타군에 설치되었던 촌이다. 2004년 3월 1일 마시타군의 다른 4개 정촌과 합병해 게로시가 되었다.

## 역사
- 1875년 2월 10일 - 시모야마촌, 니시촌, 소지마 촌, 이다니 촌, 메이마루 촌, 호리노우치 촌, 나카키리 촌, 스가와 촌, 구로이시 촌, 가와카미 촌이 합병해 마제 촌이 되었다.
- 1884년 2월 8일 시모야마촌, 니시촌, 소지마 촌, 이다니 촌을 시모마세 촌으로, 메이마루 촌, 호리노우치 촌, 나카키리 촌, 스가와카미 촌, 가와카미 촌을 가미마제 촌으로 분할하였다.
- 1889년 7월 1일 우에마세 촌, 시모마세 촌을 합병해 정촌제 시행에 의해 성립하였다.
- 2004년 3월 1일 - 게로정, 하기와라정, 오사카정, 가나야마정과 합병해 게로시가 성립하였다. 동일 마제촌은 폐지되었다.

## 교통

### 철도
- 촌내에는 철도노선이 설치되지 않았다.

### 도로
- 국도 제257호선

## 참고 문헌
- 角川日本地名大辞典編纂委員会,『角川日本地名大辞典 21 岐阜県』1980, 角川書店